# 聖名祝日
聖名祝日（せいめいしゅくじつ）は、キリスト教における聖人の記憶日である。
教派によっては次の訳語を使うことがある。ただし、多くの西洋諸言語では区別せず、たとえばイタリア語では  onomastico であり、英語では教派によらず name day である。
- カトリック教会 - 霊名の祝日[1]
- 正教会 - 聖名日

## 概要
聖人崇敬をするキリスト教の教派では、各々の聖人にその聖人を守護聖人とする祝日が割り当てられている。その日は殉教者の場合は命日であることが多いが、統一はされておらず、中には由来が不明な日もある。どの日が割り当てられるかの一覧を聖人録と呼ぶ。原則としてその日付は東西教会とも共通するが、まれに異なる場合もある。また各教会固有の聖人もいる（特に東西分裂以後の人物）。
逆に、各々の日付にどの聖人が割り当てられているかを示したカレンダーを聖人暦という。複数の聖人が同じ日を祝日としていることが多いが、聖人暦に書かれるのは原則として1日1人であり、どの聖人が書かれるかは国や宗派によって大きく異なる。1月1日から12月31日までの365日全てに聖人が割り当てられている。2月29日には割り当てられないが、うるう年には2月24日以降一日ずれ、本来の24日の聖名祝日が25日、25日が26日に移動する関係で、普通の年の2月28日がうるう年の29日に該当する。
ただし、カトリック教会は1962年～1965年の第2バチカン公会議で、実在を証明できない多数の聖人を廃止したため、カトリック教会の聖人暦にはどの聖人の聖名祝日でもない平日(feria) が多数現れた。しかし各国の教会では、全ての日付が埋まった昔ながらの聖人暦が使われている。

## 個人の聖名祝日
非キリスト教圏ではなじみが薄いが、聖名祝日は国によっては子供の名前をつける際の重要な要素となる。誕生日の聖人から洗礼名をいただくほか、誕生日の聖人を個人の守護聖人としたり、洗礼名をいただいた守護聖人を個人の守護聖人としたり、あるいはその複数をおこなったりする習慣が広く存在する。自分の洗礼名の聖名祝日や守護聖人の聖名祝日を、自分の誕生日と同等もしくはそれ以上に祝う風習のある国もある（ただし、それらの日付は一致することもある）。
ヨーロッパの君主国では君主の聖名祝日はその誕生日と同じく祝日にするところがある。正教会では自らの守護聖人の祝日はとくに記憶する日とされる。カトリックでも北ドイツ、ポーランドなどでは誕生日より盛大に祝うことがある。プロテスタントでもルター派では聖名祝日の祝いをする。
正教会において、ロシア教会およびその影響が強いところでは生神女マリヤ（カトリック教会での聖母マリア）は直接守護聖人とはしないが、ギリシャ教会では生神女を守護聖人とすることができる。

## 聖名祝日の格付け
聖名祝日に代表されるキリスト教の祝祭日は、カトリック教会の場合、次のように格付けされている。
1. 大祝日（祭日）
2. 祝日
3. 記念日
  1. 義務の記念日
  2. 任意の記念日

なお、ここに書いた「祝日」とは、name day の訳語「聖名祝日」の「祝日」とは関係ない。
ランクによる扱いの違いには次のようなものがある。
- 祭日のミサは前日の「暁の祈り」から始まる。[要出典]
- 祭日・祝日にはミサに固有式文 (proprium) を用いるが、記念日では通常式文 (ordinarium) も使える。
- 祭日・祝日は主日（日曜日）にも祝うが、記念日が日曜日だと主日を優先し、記念日は祝わない。
- 祭日・祝日・義務の記念日を祝うのは義務だが、任意の記念日は司式者の判断で任意に祝う。

## 主な聖名祝日
- 2月14日 - 聖ウァレンティヌス（ヴァレンタインデー）
- 4月25日 - 聖マルコ（福音書記者）
- 5月30日 - 聖女ジャンヌ・ダルク
- 6月3日 - 聖王コンスタンチン（コンスタンティヌス1世）
- 6月24日 - 洗礼者ヨハネ
- 6月29日 - 聖ペトロ・聖パウロ
- 7月22日 - 聖女マグダラのマリア
- 7月25日 - 聖ヤコブ（大）、聖クリストフォロス
- 7月31日 - 聖イグナチオ・デ・ロヨラ
- 8月25日 - 聖王ルイ9世
- 9月21日 - 聖マタイ（福音書記者）
- 9月29日 - 聖ミカエル、聖ガブリエル、聖ラファエル
- 10月4日 - 聖フランシスコ
- 11月30日 - 聖アンデレ
- 12月26日 - 聖ステファノ